# セルゲイ・イバノビッチ
セルゲイ・イバノビッチ（Sergei Ivanovich、1973年6月2日 - ）は、ベラルーシのキックボクサー。バックボーンはムエタイ。身長198cm、体重88kg。チヌックジム所属。

## 来歴
2001年6月24日、K-1ウクライナ大会で優勝。
2001年8月11日、K-1 WORLD GP 2001 in LAS VEGASに出場。1回戦でフランシスコ・フィリォに延長判定勝ち。ダウンを奪われていたが、ジャッジがネバダ州のアスレチックコミッション基準だったこともあって手数と攻撃を当てる巧さが評価されての勝利だった。しかし準決勝で足を痛め、ステファン・レコに2RTKO負け。
2001年10月8日、K-1 WORLD GP 2001 in FUKUOKAで開かれた世界最終予選Aブロックでフィリォと再戦。判定負け。ピーター・アーツの欠場による代理出場だった。
2002年2月24日、K-1オランダ大会でパヴェル・マイヤーに判定負け。
2002年5月4日、K-1ウクライナ大会で優勝。

## 戦績
| 勝敗 | 対戦相手                   | 試合結果                 | 大会名                                                        | 開催年月日    |
| ○    | アンドレイ・キルサノフ     | 3R終了 判定3-0           | K-1 WGP 2002 ウクライナ大会 【決勝】                          | 2002年5月4日  |
| ○    | エヴジェニー・オルロフ     | 3R終了 判定3-0           | K-1 WGP 2002 ウクライナ大会 【準決勝】                        | 2002年5月4日  |
| ○    | スレン・カラヤン           | 3R終了 判定3-0           | K-1 WGP 2002 ウクライナ大会 【1回戦】                         | 2002年5月4日  |
| ×    | パヴェル・マイヤー         | 3R終了 判定0-3           | K-1 WORLD GP 2002 オランダ地区予選トーナメント 【ワンマッチ】 | 2002年2月24日 |
| ×    | フランシスコ・フィリォ     | 3R終了 判定0-3           | K-1 WORLD GP 2001 in FUKUOKA 【敗者復活戦 1回戦】             | 2001年10月8日 |
| ×    | ステファン・レコ           | 2R終了時 TKO（左足負傷） | K-1 WORLD GP 2001 in LAS VEGAS 【準決勝】                     | 2001年8月11日 |
| ○    | フランシスコ・フィリォ     | 3R+延長R終了 判定3-0     | K-1 WORLD GP 2001 in LAS VEGAS 【1回戦】                      | 2001年8月11日 |
| ○    | ジャロスラフ・ザボロトニー | 3R終了 判定3-0           | K-1 WGP 2001 ウクライナ大会 【決勝】                          | 2001年6月24日 |
| ○    | エヴジェニー・オルロフ     | 3R終了 判定3-0           | K-1 WGP 2001 ウクライナ大会 【準決勝】                        | 2001年6月24日 |
| ○    | スレン・カラヤン           | 3R終了 判定3-0           | K-1 WGP 2001 ウクライナ大会 【1回戦】                         | 2001年6月24日 |